# Лутон (аэропорт)
Лондонский Аэропорт Лутон англ. London Luton Airport (ИАТА: LTN, ИКАО: EGGW) (первоначальное название Международный аэропорт Лутон англ. Luton International Airport) — международный аэропорт, находящийся на окраине города Лутон, Бедфордшир, Англия в 48 км к северу от Лондона. Аэропорт находится в 3 км от перехода 10a автострады M1. Это четвёртый по размеру аэропорт Лондона после Хитроу, Гатвика и Станстеда и один из пяти лондонских международных аэропортов, включая Лондон-Сити.
В 2005 объём пассажирских перевозок в аэропорту Лутон вырос на 21 % до 9,1 млн, и аэропорт стал седьмым по загруженности и одним из самых быстрорастущих аэропортов Великобритании. Однако в 2006 году рост замедлился до 3 % , когда было перевезено 9,41 млн пассажиров. Аэропорт является хабом для easyJet, Thomsonfly, Wizz Air, Silverjet и Ryanair. Большая часть рейсов из аэропорта Лутон направляется в европейские аэропорты. В аэропорту имеется шесть собак, занимающихся контролем багажа на предмет контрабанды наркотиков.

## История

### Ранняя история
Аэропорт был открыт 16 июля, 1938 главой авиационного ведомства Кингслеем Вудом. Во время Второй мировой войны Лутон был базой истребителей ВВС Великобритании. Аэропорт был расположен на вершине холмов, западный конец взлетно-посадочной полосы находится на 40 метров ниже.
После войны земля была возвращена к местным властям, которые стали использовать аэропорт для обслуживания чартерных авиакомпаний, таких как Autair (сменила название на Court Line), Euravia (сегодня TUI) и Monarch Airlines. В 1972 Лутонский Аэропорт был самым прибыльным аэропортом в Великобритании. Однако после банкротства Court Line в августе 1974 пассажиропоток аэропорта сократился.

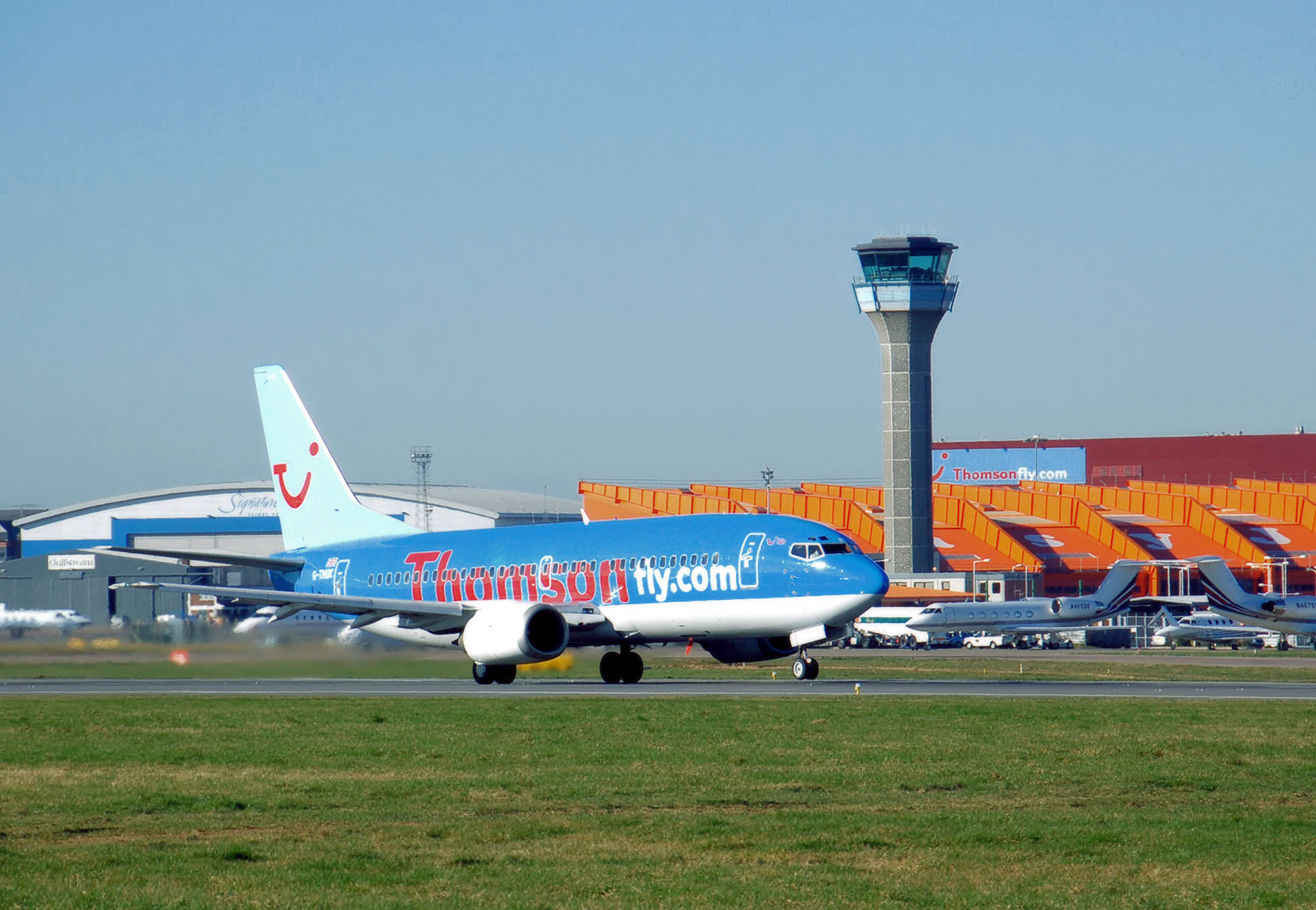
Вид на аэропорт Лутон с южной стороны. Boeing 737-300 авиакомпании Thomsonfly следует мимо башни управления воздушным движением.

### 1980-е и 1990-е
Следующие пятнадцать лет шёл процесс реконструкции, в 1985 открылся новый международный терминал. В 1990 аэропорт получил новое название — Лондонский Лутонский Аэропорт, чтобы подчеркнуть связь аэропорта со столицей Великобритании. В 1991 произошло второе за историю аэропорта снижение товарооборота, что было связано с переносом операций Ryanair в другой лондонский аэропорт, Станстед. Позднее в 90-х, MyTravel Group PLC начала чартерные рейсы из аэропорта под маркой «Airtours» и новые регулярные рейсы лоу-кост операторов Debonair и easyJet, последний организовал в Лутоне хаб.
В августе 1997 для финансирования 80 млн ф. ст. в расширение аэропорта, был заключён 30-летний контракт на управление с публичным частным консорциумом London Luton Airport Operations Limited, который возглавил Barclays Bank. Barclays был позже продан TBI plc.
Главным направлением развития в 1998 году стало строительство терминала за 40 млн ф. ст. из алюминия и стекла, по первоначальному проекту Foster and Partners. Терминал был официально открыт в ноябре 1999 королевой и герцогом эдинбургским. В новом терминале разместились 60 стоек регистрации, багажное оборудование и системы информации о рейсах, а также магазины, рестораны и бары.

### Современный этап
В сентябре 2004 началась работы по изменению расположения залов и выходов в международном терминале, построенном в 1985, а также по развитию неиспользованных до этого 800 м² первого этажа здания терминала 1999 года. Новые залы открылись 1 июля 2005, новый пирс был увеличен на 200 м между северным и восточным перроном аэропорта и системами безопасности, таможней и средствами обслуживания приезжающих. В январе 2005 London Luton Airport Operations Limited были приобретены Airport Concessions Development Limited, компанией, принадлежащей Abertis Infraestructuras (90 %) и Aena Internacional (10 %) (обе из Испании).

## Планы развития аэропорта
В 2004 менеджмент аэропорта объявил, что была получена поддержка на правительственном уровне планов увеличения взлётно-посадочной полосы и строительства нового терминала.. Однако местные общественные организации Лутона, такие как Ассоциация за контроль шума от самолётов(англ. District Association for the Control of Aircraft Noise (LADACAN)) и Остановить планы развития аэропорта Лутона (англ. Stop Luton Airport Plan (SLAP)) выражают протест против этих планов развития. Их основной аргумент — увеличение шумового загрязнения; LADACAN также обращает внимание, что реконструкция затронет такой объект культурного наследия, как Замок Сомериес. 6 июля 2007 было объявлено, что владельцы аэропорта решили пересмотреть планы строительства второй взлетно-посадочной полосы и нового терминала по финансовым причинам.

## Аэропорт сегодня
В аэропорту функционирует единственная взлетно-посадочная полоса, направленная с востока на запад, длиной 2160 м на высоте 160 м. Взлетно-посадочная полоса оборудована курсо-глиссадной системой по категории IIIB, что позволяет аэропорту работать в условиях слабой видимости. Все средства обслуживания аэропорта находятся к северу от взлетно-посадочной полосы. Большая часть стоянок самолетов расположена на северной стороне здания терминала, далеко от взлетно-посадочной полосы, с которой связаны U-образной рулёжной дорожкой и перронами, которые окружают терминал.
С северной стороны U находится перрон, окружённый непрерывной линией ангаров и других сооружений. Лутон является главной базой техобслуживания для нескольких авиакомпаний, в том числе Thomsonfly и easyJet. Контрастируя с застроенной северной частью перрона, южная его часть является полностью сельской, там находится несколько отдельно стоящих ферм и домов, которые расположены рядом с границей аэропорта.
Аэропорт находится в муниципальной собственности, принадлежит городскому совету Лутона, но управляется частным предприятием London Luton Airport Operations Limited (LLOAL). Аэропорт Лутон обладает лицензией аэродрома (номер P835), которая даёт право обслуживания пассажирских рейсов и обучения пилотов. В Лутоне самое большое количество такси на душу населения в Великобритании, что непосредственно связано с работой аэропорта. Аэропорт стал играть ещё более важную роль в экономике Лутона после недавнего закрытия фабрики Vauxhall Motors.

### Статистика аэропорта
|                                                   | Количество пассажиров | Количество взлётов-посадок | Груз (тонн) |
| ------------------------------------------------- | --------------------- | -------------------------- | ----------- |
| 1997                                              | 3,238,458             | 63,586                     | 21,354      |
| 1998                                              | 4,132,818             | 70,667                     | 25,654      |
| 1999                                              | 5,284,810             | 79,423                     | 23,224      |
| 2000                                              | 6,190,499             | 84,745                     | 32,992      |
| 2001                                              | 6,555,155             | 83,707                     | 23,070      |
| 2002                                              | 6,486,770             | 80,924                     | 20,459      |
| 2003                                              | 6,797,175             | 85,302                     | 22,850      |
| 2004                                              | 7,535,614             | 94,379                     | 26,161      |
| 2005                                              | 9,147,776             | 107,892                    | 23,108      |
| 2006                                              | 9,425,908             | 116,131                    | 17,993      |
| 2007                                              | 9,927,321             | 120,238                    | 38,095      |
| 2008                                              | 10,180,734            | 117,859                    | 40,518      |
| 2009                                              | 9,120,546             | 98,736                     | 28,643      |
| 2010                                              | 8,738,717             | 94,575                     | 28,743      |
| 2011                                              | 9,513,704             | 97,574                     | 27,905      |
| 2012                                              | 9,617,697             | 96,797                     | 29,635      |
| 2013                                              | 9,697,944             | 95,763                     | 29,074      |
| 2014                                              | 10,481,618            | 75,964                     | 35,945      |
| Источник: United Kingdom Civil Aviation Authority |                       |                            |             |

### Терминал Silverjet
Вскоре после начала работы Silverjet объявила о планах открытия частного терминала в аэропорту Лутон. Терминал рассчитан на приём около 100 пассажиров, предполагается высокий уровень сервиса: прибывающих пассажиров встречает консьерж, который забирает их багаж, далее пассажиры могут перейти через контроль безопасности в зал, в котором находится торговая зона, обеспечен доступ в Интернет и места для сидения. Сотрудник терминала подойдёт к клиентам и проверит билеты и паспорта прежде, чем они отправятся на посадку. Минимальное время обслуживания пассажира — 30 минут.
Зона Silverjet находится в старом здании главного терминала и использует большую часть старой зоны зала вылета, она полностью переоборудована под стандарты Silverjet.

## Транспорт

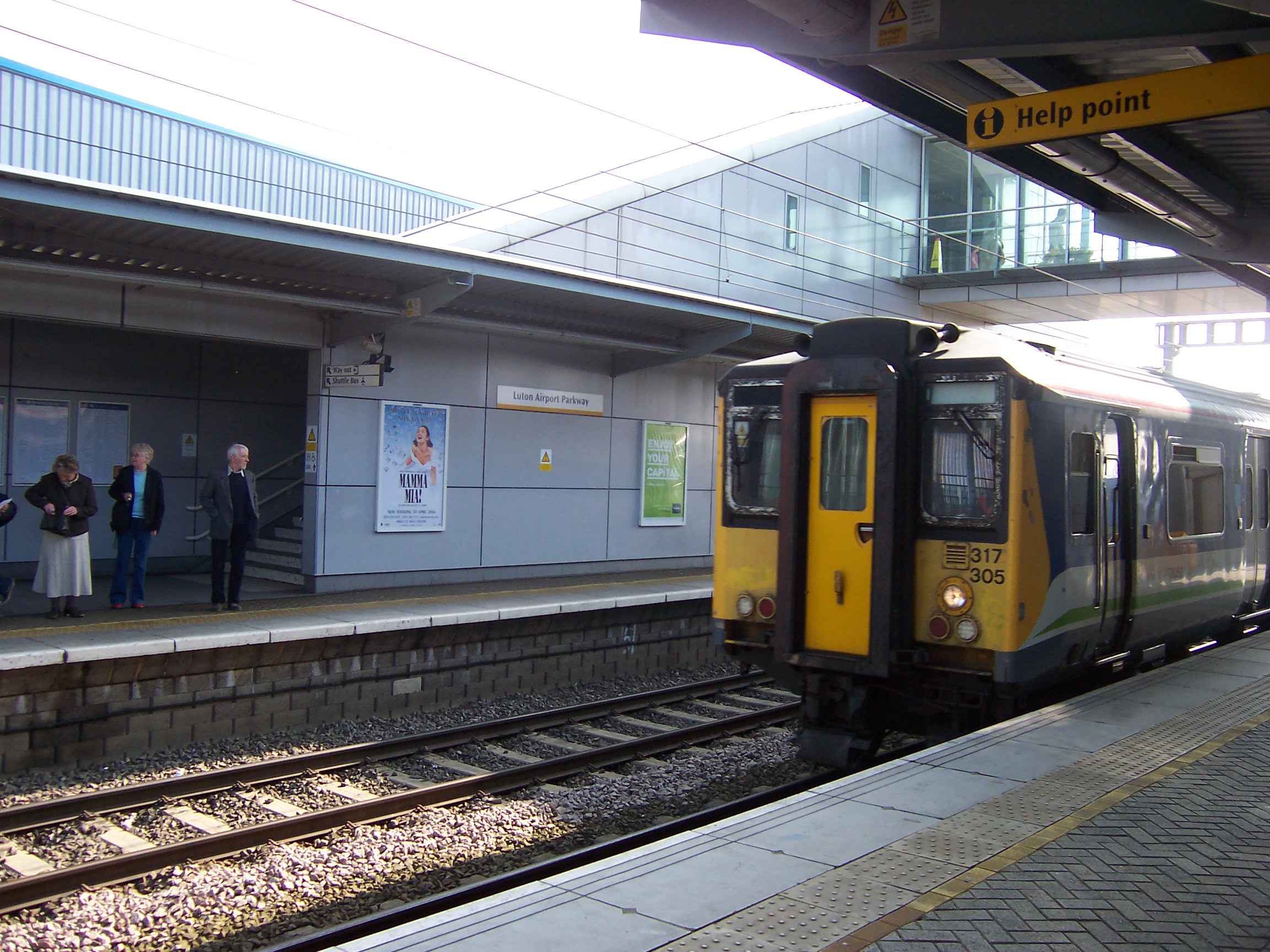
Поезд First Capital Connect на станции Luton Parkway

### Автотрассы
Аэропорт находится нескольких милях от автотрассы M1, которая соединяет Лондон с Лидсом и соединяется с шоссе M25. Рядом с терминалом находится кратковременная автостоянка пребывания, средне- и долговременная стоянки находятся к западу и к востоку от терминала соответственно, они связаны с терминалом автобусами.

### Железная дорога
Luton Airport Parkway railway station была построена в 1999 году для обслуживания аэропорта. Она расположена на Midland Mainline.
Поезда железнодорожного оператора First Capital Connect соединяют аэропорт с Бедфордом, Сент-Олбанс, Лондоном, Уимблдоном, Саттоном, аэропортом Гатвик и Брайтоном.
Поезда East Midlands Trains ежечасно отправляется на лондонский вокзал Сент-Панкрас и на север в Лестер, Ноттингем и Лидс.
Бесплатный автобус соединяет станцию с аэропортом, длина маршрута составляет около мили. Существуют планы замены пригородных автобусов автоматическими железнодорожными вагонами.
10 марта 2023 частично открылась система Luton DART, которая соединяет аэропорт с железнодорожной станцией. Официальное открытие 27 марта.

### Автобус
Местная автобусная сеть соединяет аэропорт Лутон с центром города Лутон и рядом других мест. Прямое автобусное сообщение с Лондоном обеспечивают Green Line Coaches и easyBus (с приходом на вокзал Виктория). Автобусы National Express связывают аэропорт с другими городами в Мидлендсе и северной Англией.

### Как попасть в аэропорт из Лондона
Самый быстрый способ — через Luton Airport Parkway из Лондона (30 минут от Сент-Панкраса). Время следования National Express 1 час 10 минут.

## Авиакомпании
Лутон — главный хаб нескольких лоу-кост авиакомпаний, которые осуществляют регулярные рейсы по многим европейским направлениям. Доля чартерных рейсов составляет остающиеся восемь процентов пассажиропотока аэропорта.
Аэропорт — центр деловой авиации. Кроме того, в аэропорту происходит перевалка грузов.

### Регулярные рейсы
Регулярные рейсы из аэропорта Лутон осуществляют следующие авиакомпании:
- Aer Arann
- easyJet
- Flybe
- Ryanair
- Silverjet
- Thomsonfly
- Wizz Air

### Чартерные операторы
Около 8 % рейсов из Лутона выполняют чартерные авиакомпании:
- Onur Air
- Thomas Cook Airlines
- Thomsonfly
- TGA Airways

### Грузовые операторы
Основные грузовые операторы:
- DHL Air
- MNG Airlines